# Jørgensenita
La jørgensenita és un mineral de la classe dels halurs. Rep el seu nom de Vilhelm Jørgensen (1844–1925), cofundador l'any 1870 de la fàbrica de criolita d'Ivittuut, Groenlàndia.

## Característiques
La jørgensenita és un halur de fórmula química Na₂(Sr,Ba)14Na₂Al₁₂F64(OH,F)₄. Va ser aprovada per l'Associació Mineralògica Internacional com a espècie vàlida l'any 1995. Cristal·litza en el sistema monoclínic. Els cristalls són allargats al llarg de [010], de fins a 1 centímetre de longitud, normalment en forma de ventall aplanat o agregats columnars, íntimament intercrescuda amb jarlita o stenonita; també massiva. La seva duresa a l'escala de Mohs oscil·la entre 3,5 i 4.
Segons la classificació de Nickel-Strunz, la jørgensenita pertany a «03.CC - Halurs complexos. Soroaluminofluorurs.» juntament amb els següents minerals: gearksutita, acuminita, tikhonenkovita, artroeïta, calcjarlita i jarlita.

## Formació i jaciments
Es troba en cavitats omplint fissures en dipòsits de criolita, juntament amb altres fluorurs. Sol trobar-se associada a altres minerals com: jarlita, stenonita, thomsenolita, gearksutita, topazi o moscovita. Va ser descoberta al dipòsit de criolita pegmatítica en granit d'Ivittuut, al Fiord Arsuk (Sermersooq, Groenlàndia), l'únic indret on ha estat trobada.